# Pholeomyia schineri
Pholeomyia schineri är en tvåvingeart som först beskrevs av Friedrich Georg Hendel 1932.  Pholeomyia schineri ingår i släktet Pholeomyia och familjen sprickflugor. Inga underarter finns listade i Catalogue of Life.